# Убийства в Айла-Висте (2014)
Стрельба в Айла-Висте произошла 23 мая 2014 года у города Санта-Барбара, штат Калифорния, США. 22 летний студент Эллиот Роджер открыл огонь из окна своего автомобиля BMW 328i Coupé по прохожим. Сначала он зарезал трёх своих соседей по комнате, далее он попытался зайти в женское общежитие «Alpha Phi», но ему не открыли дверь, тогда он увидел трёх девушек возле общежития и начал по ним стрелять убив двоих и ранив одну. Далее нападавший начал ездить по улицам стреляя и сбивая прохожих на своем автомобиле. Стрелок дважды вступал в перестрелку с сотрудниками полиции которые ранили его в левое бедро. После этого Эллиот потерял управление и сбил велосипедиста, сразу же после этого он врезался в припаркованные автомобили и сидя за рулем покончил с собой. В итоге нападавший убил 6 и ранил 14 человек.

## Нападения
Поздно вечером 23 мая 2014 года примерно с 21:17 по 21:33 неизвестный начал стрелять из полуавтоматического пистолета по прохожим из окон чёрного автомобиля BMW 328i Coupé, едущего с превышением скорости, в нескольких районах студенческого городка Айла-Виста Калифорнийского университета, две трети населения которого составляют студенты, у города Санта-Барбара в штате Калифорния.
До этого череда убийств началась в квартире злоумышленника на Севильи-роуд, где трое мужчин были зарезаны ножом.
Затем он начал стрелять у дома женского общества «Alpha Phi», расположенного рядом с кампусом Калифорнийского университета. Там были убиты два члена женского общества «Delta Delta Delta», а третья ранена, когда шла по тротуару. До этого преступник подошёл к двери и постучал, но никто не ответил. Затем он снова начал стрелять: один человек был ранен, а другой получил поверхностное ранение.
После этого он проехал два квартала к «Deli Mart» на Пардалл-роуд, где вышел из своего автомобиля и застрелил студента. После этого он был замечен четырьмя патрульными, но они не опознали в нём стрелка. Затем он поехал в район «The Loop», где стрелял по двум пешеходам на тротуаре, но промахнулся, и выехал на «Del Playa Drive», где направил на женщину пистолет, но не выстрелил. Он поехал на запад по Del Playa Drive, продолжая стрелять, попав в несколько пешеходов, ранил человека в ногу в мини-маркете 7-Eleven, ударил велосипедиста и скейтбордиста своей машиной.
Преступник стрелял примерно в двенадцати местах, в том числе I.V. Deli Mart, где был смертельно ранен один человек, и в магазине 7-Eleven, где была ранена в ногу женщина. Район был оцеплен полицией, местные власти объявили тревогу и попросили жителей не покидать свои дома. Пресс-секретарь полицейского участка Келли Гуве сказала:
Мы не можем подтвердить, что находиться на улице сейчас безопасно. Если вы находитесь в Айла-Висте, пожалуйста, оставайтесь в своих домах. По возможности воздержитесь от поездок сюда.
Полиция получила звонок в службу 911 около 21:27 по местному времени, и через несколько минут, в 21:33, между полицейскими и предполагаемым преступником началась перестрелка. Ему удалось уйти от погони, попутно ранив велосипедиста, проехать мимо церкви, в которой проходило богослужение, ранить четырёх пешеходов, однако в ходе второй перестрелки с полицией его автомобиль врезался в припаркованную машину. Подозреваемый был найден в машине мёртвым с пулевым ранением, однако было неясно, сам ли он выстрелил в себя. Позже было объявлено, что он покончил с собой.

## Погибшие и раненые
Погибли семь человек, в том числе сам стрелок; по ранним данным, семеро получили ранения и были госпитализированы.
Трое мужчин были зарезаны в квартире злоумышленника. Жертвами стали 20-летний Чэнь Юань «Джеймс» Хонг; 19-летний Джордж Чэнь и 20-летний Вэйхань «Дэвид» Ван. Хонг и Чэнь были соседями по комнате злоумышленника, полиция расследовала, был ли Ван его соседом по комнате или посетил квартиру в ночь убийства. Все трое были студентами Университета Калифорнии в Санта-Барбаре.
22-летняя Кэтрин Купер и 19-летняя Вероника Вайс, студентки Университета Калифорнии были убиты в доме женского общества; позже был застрелен 20-летний Кристофер Майкл-Мартинес, другой студент был убит у магазина Deli Mart. Четырнадцать человек получили ранения, семь из них с огнестрельными ранениями и ещё семь с тупыми травмами вследствие удара автомобилем. Происхождение тринадцатой травмы не определено. Одиннадцать раненых были доставлены в госпиталь Санта-Барбары, два пациента в тяжёлом состоянии и ещё пять человек средней тяжести, а остальные четыре осмотрены и отпущены.
Ричард Мартинес, чей сын Кристофер стал жертвой стрельбы, поделился своей болью с журналистами: «Когда это безумие закончится?.. Слишком многие уже умерли. Мы должны сказать себе: „Никто более не должен умереть“».

## Личность нападавшего
Стрелявший был идентифицирован как 22-летний Эллиот Роджер (24 июля 1991 — 23 мая 2014), родившийся в Лондоне в семье Питера Роджера, ассистента режиссёра фильма «Голодные игры», и малайзийки Ли Чин. В возрасте пяти лет семья переехала в США, где он воспитывался мачехой — актрисой Сумайей Акабуни. Его дедом является известный фотограф Джордж Роджер. Адвокат семьи Роджеров Алан Шифман сообщил, что его клиенты полагают, что «их ребёнок был тем самым злоумышленником». По словам родителей, Эллиот Роджер страдал от синдрома Аспергера, при котором серьёзно нарушаются способности к социальному взаимодействию (однако формально диагноз не был установлен), и посещал психиатра. Роджер был студентом Санта-Барбара-Сити-Колледж, там над ним якобы издевались, и ему с трудом удавалось заводить друзей. Семья Роджеров связалась с полицией и сообщила, что именно их ребёнок опубликовал видеозапись.
На видео, опубликованном в его аккаунте на YouTube за день до стрельбы под названием «Возмездие Эллиота Роджера», он сетовал на то, что девушки не обращают на него никакого внимания и в свои 22 года он продолжает оставаться девственником, вследствие чего он пообещал устроить день расплаты и отомстить женщинам за свои страдания, описав детали предстоящего нападения и изложив свои мотивы и планы. В частности, он заявлял, что «это моё последнее видео. Завтра день возмездия. День, когда я буду мстить человечеству», отметив, что «убьёт любого человека», которого встретит на улицах. Шериф округа Билл Браун подтвердил, что предполагаемый стрелок является «невменяемым» и это видео «имеет связь с произошедшим»:
Мы получили и сейчас изучаем видеозапись, которая указывает на то, что это было преднамеренное массовое убийство.
У Роджера был аккаунт и на Facebook, в котором содержались сообщения, выражающие одиночество и отторжение. Кроме того, на интернет-форумах Роджер заявлял, что выступает против межрасовых знакомств, сделав несколько расистских сообщений, касающихся темнокожих, индийцев и азиатов. В своём 138-страничном манифесте под названием «My Twisted World», Эллиот также рассказал о некоторых своих планах:
За день до дня воздаяния, я начну первый этап моей мести: тихо убью столько людей, сколько я могу вокруг Айла-Висты, заманив их в свою квартиру через некоторые формы обмана.
Летом 2013 года он утверждал, что был избит несколькими людьми, но следователи предположили, что он первым проявил агрессию. Второй инцидент произошёл в январе 2014 года, когда он обвинил своего соседа по комнате в краже и осуществил гражданский арест. Позже сосед был арестован и предан суду. За неделю до стрельбы родители Роджера сообщили полиции о его поведении, но офицеры, опросившие Эллиота, описали его как вежливого и доброго.
Шериф Санта-Барбары Билл Браун подтвердил, что Эллиот Роджер является стрелявшим и подозревается в том, что перед тем как устроить стрельбу, он зарезал трёх человек в своей квартире. В его машине были обнаружены три полуавтоматических пистолета — один Glock 34 Long Slide и два SIG Sauer P226, и 400 неизрасходованных патронов. Все три пистолета были приобретены легально в трёх разных городах.